# Alana Ladd
Alana Ladd (Hollywood, 21 aprile 1943 – Los Angeles, 23 novembre 2014) è stata un'attrice statunitense.

## Biografia
Figlia dell'attore Alan Ladd e della sua seconda moglie, l'attrice del cinema muto Sue Carol, Alana Ladd ebbe una breve carriera in campo cinematografico durata lo spazio di pochi anni, fra il 1953 e il 1962, comparendo tra l'altro accanto al padre nel cast del film peplum Orazi e Curiazi (1961), diretto da Ferdinando Baldi e Terence Young, in cui interpretava il personaggio di Scilla.
Alana Ladd fu sposata con il commentatore radiofonico Michael Jackson dal quale ebbe tre figli: Alan Jackson, Alisa Lipton e Devon Jackson, e cinque nipoti: Lucky Jackson, Adeline Jackson, Taylor Lipton, Emily Lipton e Amelia Jackson. Deceduta nel 2014, è sepolta accanto ai genitori nel Forest Lawn Memorial Park di Glendale.

## Filmografia

### Cinema
- Il cavaliere della valle solitaria (Shane), regia di George Stevens (1953)
- Orizzonti lontani (The Big Land), regia di Gordon Douglas (1957)
- Tuoni sul Timberland (Guns of the Timberland), regia di Robert D. Webb (1960)
- Orazi e Curiazi, regia di Ferdinando Baldi, Terence Young (1961)
- I giovani fucili del Texas (Young Guns of Texas), regia di Maury Dexter (1962)

### Televisione
- Indirizzo permanente (77 Sunset Strip) – serie TV, episodio 3x13 (1960)
- Hawaiian Eye – serie TV, episodio 3x08 (1961)